# Buellas
Buellas és un municipi francès situat al departament de l'Ain i a la regió d'Alvèrnia-Roine-Alps. L'any 2007 tenia 1.633 habitants.

## Demografia

### Població
El 2007 la població de fet de Buellas era de 1.633 persones. Hi havia 629 famílies de les quals 110 eren unipersonals (45 homes vivint sols i 65 dones vivint soles), 229 parelles sense fills, 249 parelles amb fills i 41 famílies monoparentals amb fills.
La població ha evolucionat segons el següent gràfic:
Habitants censats

### Habitatges
El 2007 hi havia 662 habitatges, 629 eren l'habitatge principal de la família, 7 eren segones residències i 27 estaven desocupats. 611 eren cases i 50 eren apartaments. Dels 629 habitatges principals, 513 estaven ocupats pels seus propietaris, 110 estaven llogats i ocupats pels llogaters i 5 estaven cedits a títol gratuït; 1 tenia una cambra, 10 en tenien dues, 48 en tenien tres, 168 en tenien quatre i 401 en tenien cinc o més. 560 habitatges disposaven pel capbaix d'una plaça de pàrquing. A 213 habitatges hi havia un automòbil i a 392 n'hi havia dos o més.

### Piràmide de població
La piràmide de població per edats i sexe el 2009 era:
| Homes | Edats   | Dones |
| ----- | ------- | ----- |
| 0     | 95 o +  | 0     |
| 0     | 90 a 94 | 4     |
| 4     | 85 a 89 | 0     |
| 8     | 80 a 84 | 0     |
| 16    | 75 a 79 | 28    |
| 24    | 70 a 74 | 20    |
| 24    | 65 a 69 | 44    |
| 36    | 60 a 64 | 28    |
| 48    | 55 a 59 | 24    |
| 40    | 50 a 54 | 44    |
| 60    | 45 a 49 | 52    |
| 68    | 40 a 44 | 48    |
| 56    | 35 a 39 | 56    |
| 48    | 30 a 34 | 56    |
| 20    | 25 a 29 | 20    |
| 12    | 20 a 24 | 28    |
| 40    | 15 a 19 | 60    |
| 60    | 10 a 14 | 68    |
| 40    | 5 a 9   | 48    |
| 28    | 0 a 4   | 40    |

## Economia
El 2007 la població en edat de treballar era de 1.080 persones, 798 eren actives i 282 eren inactives. De les 798 persones actives 759 estaven ocupades (387 homes i 372 dones) i 40 estaven aturades (26 homes i 14 dones). De les 282 persones inactives 137 estaven jubilades, 105 estaven estudiant i 40 estaven classificades com a «altres inactius».

### Ingressos
El 2009 a Buellas hi havia 615 unitats fiscals que integraven 1.675 persones, la mediana anual d'ingressos fiscals per persona era de 21.535 €.

### Activitats econòmiques
Dels 57 establiments que hi havia el 2007, 1 era d'una empresa alimentària, 1 d'una empresa de fabricació d'elements pel transport, 1 d'una empresa de fabricació d'altres productes industrials, 10 d'empreses de construcció, 15 d'empreses de comerç i reparació d'automòbils, 1 d'una empresa de transport, 2 d'empreses d'hostatgeria i restauració, 2 d'empreses d'informació i comunicació, 1 d'una empresa financera, 3 d'empreses immobiliàries, 8 d'empreses de serveis, 8 d'entitats de l'administració pública i 4 d'empreses classificades com a «altres activitats de serveis».
Dels 17 establiments de servei als particulars que hi havia el 2009, 3 eren tallers de reparació d'automòbils i de material agrícola, 2 paletes, 2 guixaires pintors, 2 fusteries, 3 lampisteries, 2 perruqueries, 2 restaurants i 1 agència immobiliària.
Dels 3 establiments comercials que hi havia el 2009, 1 era una botiga de menys de 120 m², 1 una fleca i 1 una botiga d'electrodomèstics.
L'any 2000 a Buellas hi havia 15 explotacions agrícoles que ocupaven un total de 912 hectàrees.

## Equipaments sanitaris i escolars
L'únic equipament sanitari que hi havia el 2009 era una farmàcia.
El 2009 hi havia una escola elemental.

## Poblacions més properes
El següent diagrama mostra les poblacions més properes.